# Великолепната седморка (филм, 2016)
„Великолепната седморка“ (на английски: The Magnificent Seven) е американски уестърн екшън филм от 2016 г., римейк на класическия филм от 1960 г.

## Сюжет
Внимание:  Текстът по-долу разкрива сюжета на произведението (или части от него)!
През 1879 г. корумпираният индустриалец Бартоломю Боуг обсажда миньорския град Роуз Крийк и избива група жители, водени от Матю Кълън, които се опитват да му се противопоставят. Съпругата на Матю, Ема Кълън, търси помощ и попада на ловеца на глави Сам Чизъм, който първоначално отказва предложението, докато не научава за Боуг.
Чизъм започва да набира група от наемници, като започва с комарджията Джош Фарадей. По-късно към тях се присъединяват Гуднайт Робишоу, Били Рокс, Джак Хорн, Червената жътва и мексиканският престъпник Васкес.

## Актьорски състав
- Дензъл Уошингтън – Сам Чизъм
- Крис Прат – Джошуа Фарадей
- Итън Хоук – Гуднайт Робишоу
- Винсънт Д'Онофрио – Джак Хорн
- Лий Бюнг-Хун – Били Рокс
- Мануел Гарсия-Рулфо – Васкес
- Мартин Сенсмайер – Червената жътва
- Питър Саргсгаард – Бартоломю Боуг
- Хейли Бенет – Ема Кълън
- Мат Бомър – Матю Кълън